# Chatar
Chatar (persiska: چتر, جَتَر) är en ort i Iran.   Den ligger i provinsen Västazarbaijan, i den nordvästra delen av landet, 600 km väster om huvudstaden Teheran. Chatar ligger 1 987 meter över havet och antalet invånare är 323.
Terrängen runt Chatar är huvudsakligen kuperad, men åt nordväst är den platt. Runt Chatar är det ganska tätbefolkat, med 185 invånare per kvadratkilometer. Närmaste större samhälle är Ḩammāmlār, 16,2 km öster om Chatar. Trakten runt Chatar består i huvudsak av gräsmarker.